# 江西洪都航空工业集团
江西洪都航空工业集团有限责任公司（Jiangxi Hongdu Aviation Industry Group，简称中航工业洪都）创建于1951年，是中国航空工业集团所属的特大型企业，原名为南昌飞机制造公司，前身为国营洪都机械厂。
1954年至1958年，制造了379架初教五。此后生产初教六。1957年至1968年，生产了727架运-5，此后运五由石家庄飞机制造厂生产。1968年至2012年，生产强五。1990年代与巴基斯坦合作研制K8型教练机，出口到多个国家。
南昌飞机制造厂还生产农-5农林飞机、L-15猎鹰高级教练机等飞机。
2005年12月27日，美国国务院指责该公司向伊朗提供武器和技术，并对该公司进行经济制裁。

## 圖片

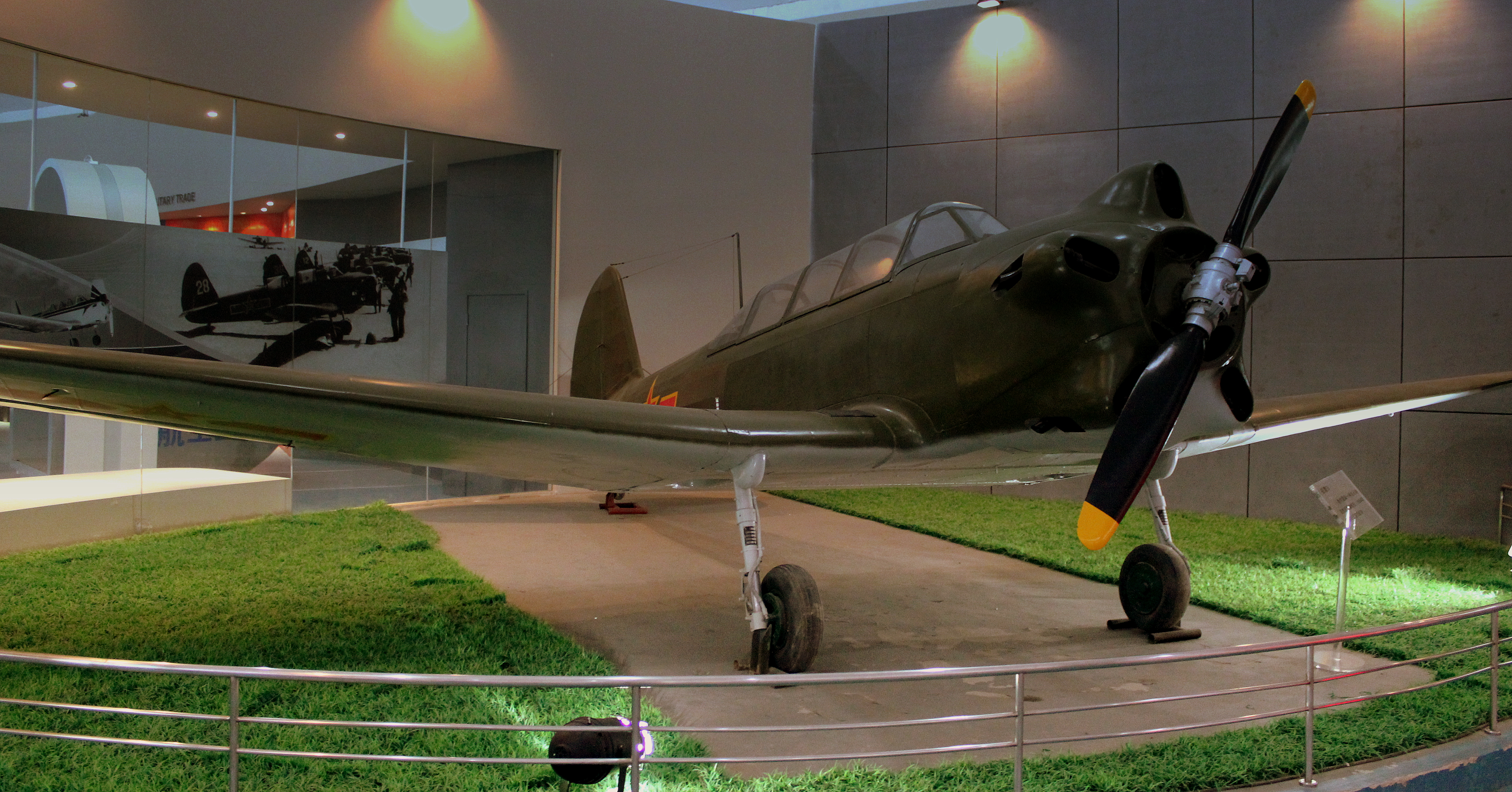
CJ-5
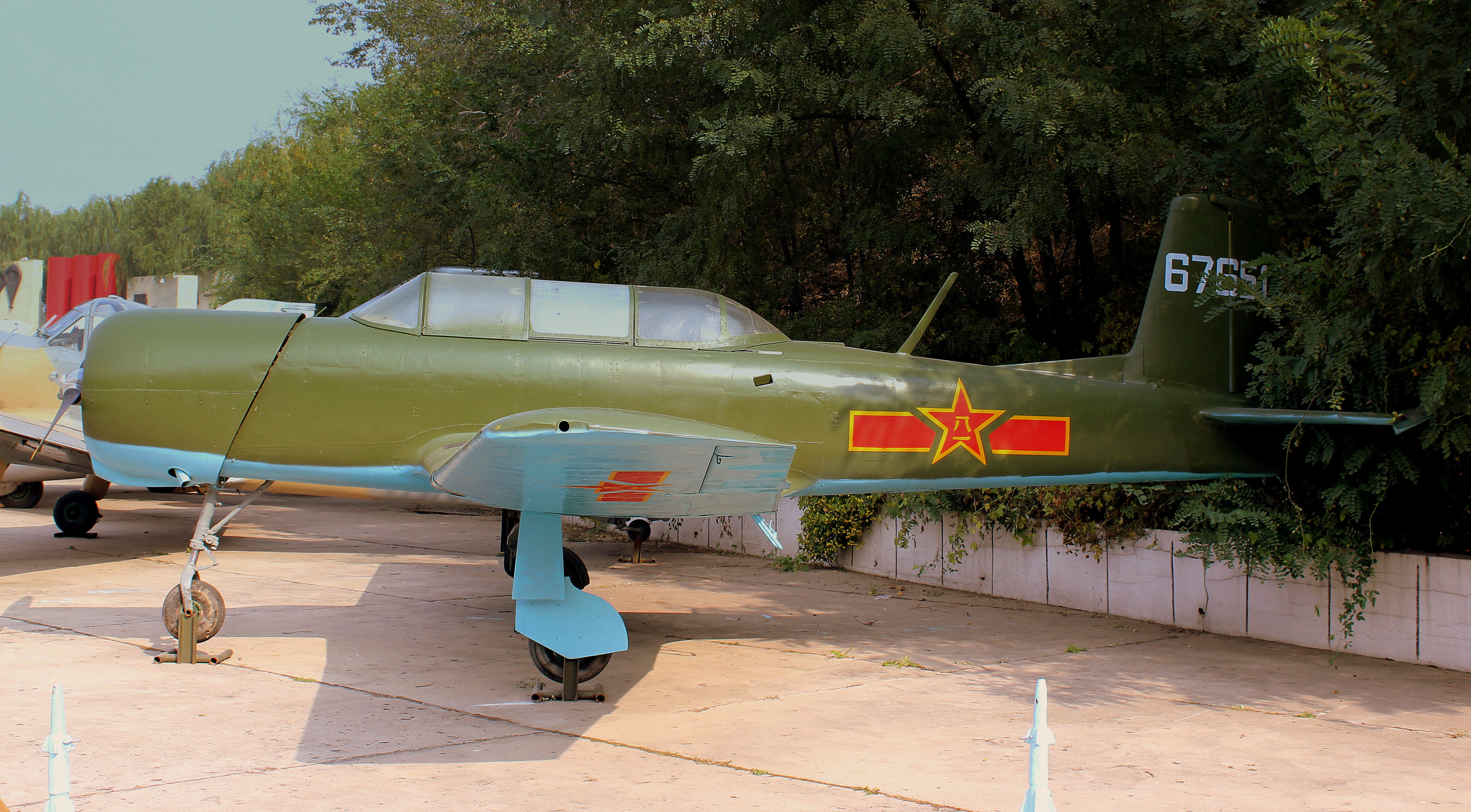
CJ-6
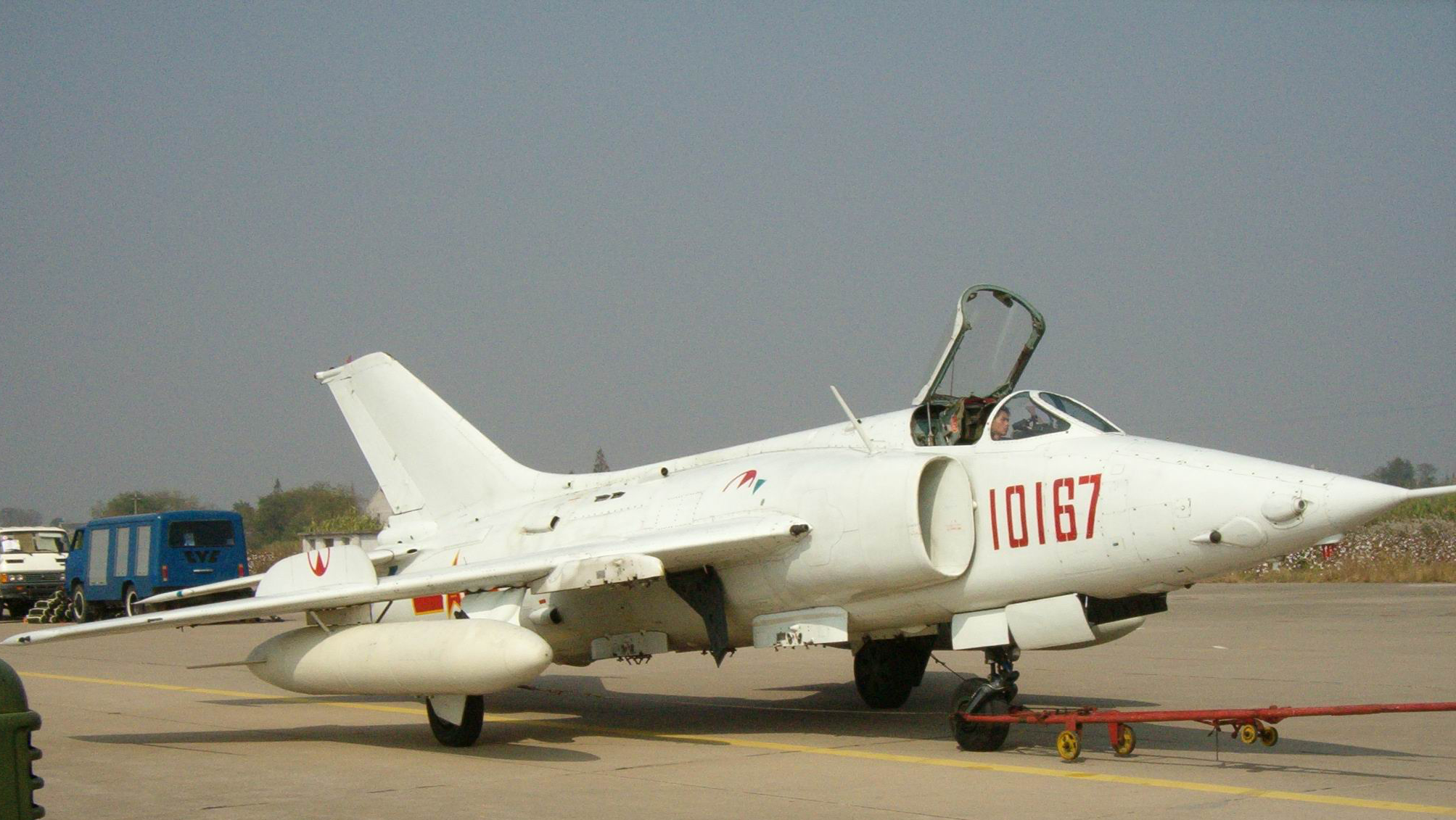
Q-5
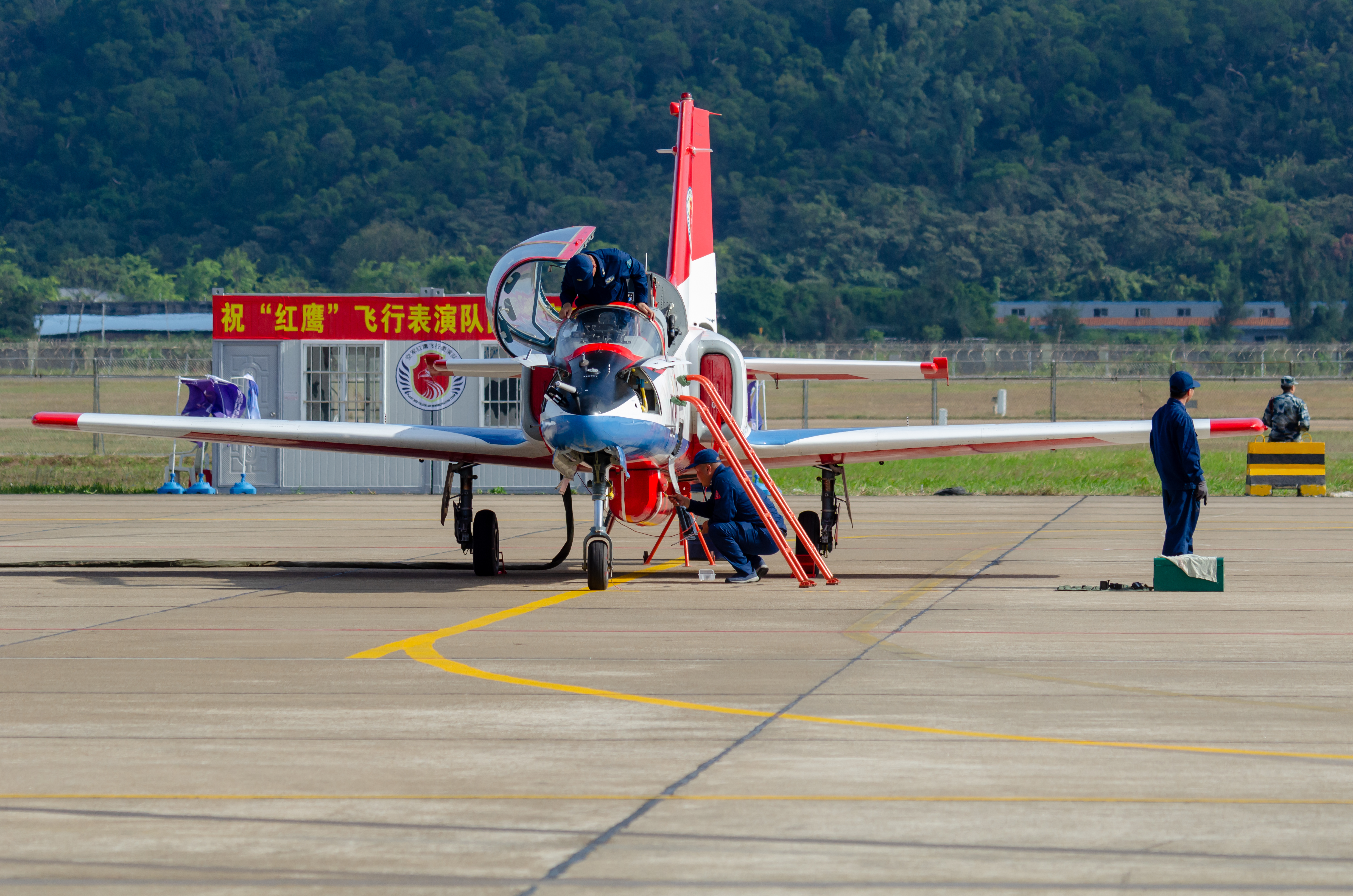
JL-8
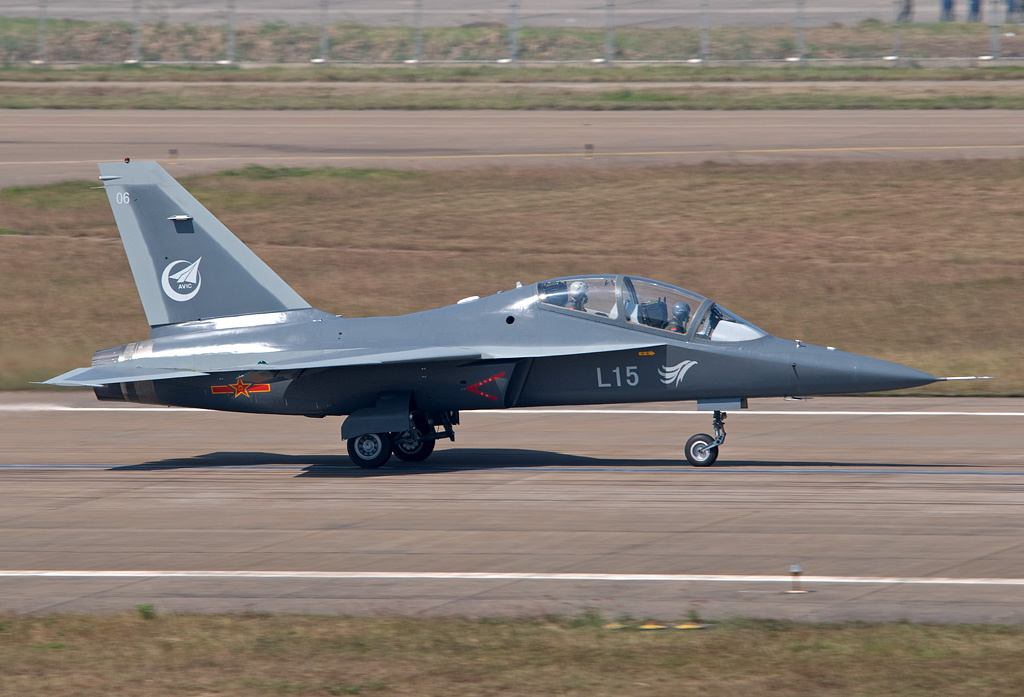
L15